# فیلیپا آزودو
فیلیپا آزودو (به انگلیسی: Filipa Azevedo) (زاده ۳۱ ژوئیه ۱۹۹۱) خواننده پرتغالی است.
او در مسابقه آواز یوروویژن ۲۰۱۰ نماینده پرتغال بود.